# Estrattis
|  | Per al poeta còmic atenenc vegeu Estratis . |

Estrattis (en llatí Strattis, en grec antic Στράττις) fou tirà de Quios en temps de Darios I el Gran i de Xerxes I de Pèrsia.
Va ser un dels caps grecs als que el rei Darios va encarregar vigilar el pont sobre el Danubi quan va creuar a Escítia. Quan anys després els perses van envair Grècia amb Xerxes I, l'any 480 aC, set ciutadans de Quios van conspirar contra Estrattis però un dels conspiradors va destapar el complot i els altres sis van haver de fugir. Primer van demanar ajut a Esparta i després a la flota grega que sota el comandament de Leotíquides estava a Egina l'any 479 aC, però sembla que no van arribar a res.